# Большие Угоны
Больши́е Уго́ны — село в Льговском районе Курской области России. Административный центр Большеугонского сельсовета.

## География
Село находится на реке Сейм, в 46 км от российско-украинской границы, в 55 км к юго-западу от Курска, в 12 км к юго-востоку от районного центра — города Льгов.
Улицы
В селе улицы: Барыбин Бугор, Гибное, Голышевка, Грудинкин Бугор, Евграфов Бугор, Кончанка, Низовка, Новая Слобода, Новая Сорочина, Новинка, Понизовка, Старая Слобода, Старая Сорочина, Тепловка и Школьная.
Климат
Большие Угоны, как и весь район, расположены в поясе умеренно континентального климата с тёплым летом и относительно тёплой зимой (Dfb в классификации Кёппена).
| Показатель                                                                      | Янв. | Фев. | Март | Апр. | Май  | Июнь | Июль | Авг. | Сен. | Окт. | Нояб. | Дек. | Год  |
| ------------------------------------------------------------------------------- | ---- | ---- | ---- | ---- | ---- | ---- | ---- | ---- | ---- | ---- | ----- | ---- | ---- |
| Средний суточный максимум, °C                                                   | −3,9 | −2,8 | 3,1  | 13,2 | 19,5 | 22,8 | 25,3 | 24,6 | 18,3 | 10,7 | 3,6   | −1   | 11,1 |
| Средняя температура, °C                                                         | −5,9 | −5,4 | −0,5 | 8,4  | 14,8 | 18,4 | 21   | 20   | 14,1 | 7,4  | 1,3   | −2,9 | 7,6  |
| Средний суточный минимум, °C                                                    | −8,4 | −8,5 | −4,7 | 2,9  | 9,2  | 13,1 | 15,9 | 14,9 | 9,8  | 4    | −1    | −5,1 | 3,5  |
| Норма осадков, мм                                                               | 51   | 44   | 48   | 50   | 63   | 70   | 74   | 54   | 57   | 57   | 47    | 49   | 664  |
| Источник: Погода по месяцам c ru.climate-data.org(дата обращения: Октябрь 2021) |      |      |      |      |      |      |      |      |      |      |       |      |      |

Часовой пояс
Село Большие Угоны, как и вся Курская область, находится в часовой зоне МСК (московское время). Смещение применяемого времени относительно UTC составляет +3:00.

## История
В 1696 году (7205 от сотворения мира) деревня Козьи Гоны обрела статус села в связи с постройкой Козьмодемьянской церкви. В 1735 году было возведено новое церковное здание. В 1848 году деревянная Козьмодемьянская церковь была заменена каменной Воскресенской церковью.

## Население
| 2002 | 2010 |
| ---- | ---- |
| 895  | ↘722 |

## Инфраструктура
Личное подсобное хозяйство. В селе 473 дома.

## Транспорт
Большие Угоны находится на автодорогe регионального значения 38К-017 (Курск — Льгов — Рыльск — граница с Украиной) как часть европейского маршрута E38, на автодорогах межмуниципального значения 38Н-359 (38К-017 – Малые Угоны – Погореловка) и 38Н-378 (38К-017 — Эммануиловка — Стремоухово-Бобрик). Ж/д остановочный пункт 408 км (линия Льгов I — Курск).
В 132 км от аэропорта имени В. Г. Шухова (недалеко от Белгорода).